# 월드 오브 코카콜라

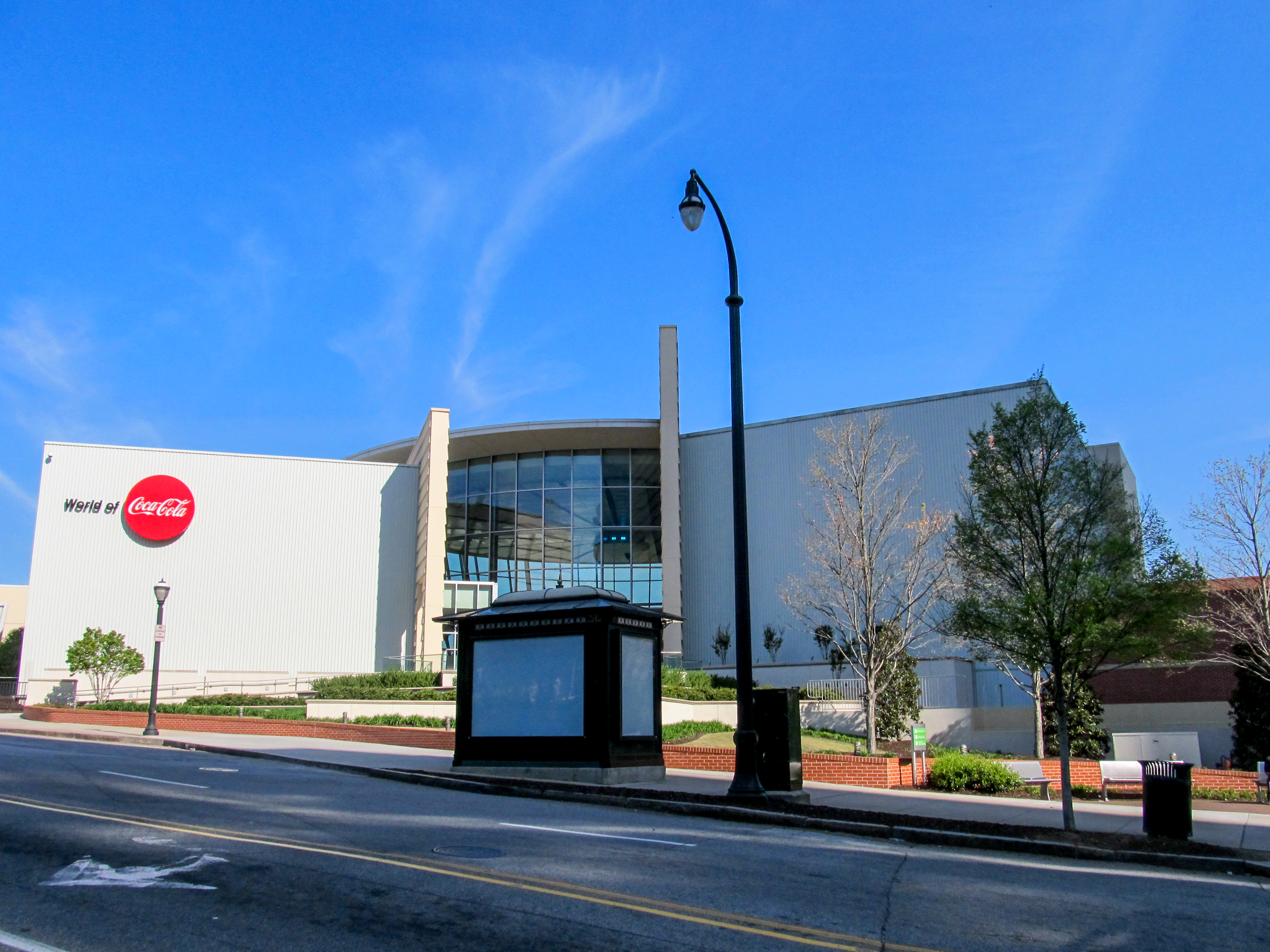
펨버턴 플레이스에 위치한 현재의 월드 오브 코카콜라의 외부.

월드 오브 코카콜라(World of Coca-Cola)는 조지아주 애틀란타에 위치한 박물관의 하나로, 코카콜라 컴퍼니의 역사를 전시하고 있다. 81,000 m2의 단지는 2007년 5월 24일 대중에게 개방되었으며, 1990년에 언더그라운드 애틀랜타에 설립된 원래의 전시관을 대체한 것이다. 라스베이거스와 디즈니 스프링과 같은 로케이션들에 유사한 월드 오브 코카콜라 스토어들이 여럿 있다.

## 역사

### 원래의 박물관: 1990~2007년
원래의 월드 오브 코카콜라는 조지아주 의사당, 언더그라운드 애틀랜타 쇼핑/엔터테인먼트 구 사이의 55 마르틴 루터 킹 주니어 드라이브(55 Martin Luther King Jr Drive)의 다운타운 애틀랜타에 위치하였다. 이 박물관은 1990년에 개관했으며 2007년까지 개관을 유지하였다. 원래의 월드 오브 코카콜라는 수년 간의 운영 기간 중 약 900만 명의 방문객이 있었으며 이는 애틀랜타 주의 가장 방문 수가 많은 실내 어트랙션이었으며 이후 2009년 조지아 수족관에 그 자리를 넘겨주었다.
이 박물관은 3층의 부속 건물에 위치하였으며 입구에는 커다란 코카콜라 네온 사인이 있었다. (30피트 높이, 26피트 너비) 이 사인은 유타주 웨스트밸리의 메탈스 매누팩처링(Metals Manufacturing)이 만든 것이다. 관광은 맨 꼭대기층에서 시작하여 아래로 내려가면서 진행되었고 약 1,000개의 코카콜라 인공물들이 시간 순서대로 나타나며 그 외에도 1930년대 소다 파운틴 복제무, 수년에 걸친 코카콜라 광고의 비디오 프레젠테이션, 전 세계 코크에 관한 10분 영상과 같은 상호작용적인 전시물들도 있었다. 이 관광 중에 등장하는 'Spectacular Fountain'에서는 방문객들이 다양한 코크 제품들을 시음해볼 수 있게 하였다. 같은 방에 있는 'Tastes of the States'에서 손님들은 22개의 각기 다른 소프트 드링크 브랜드들을 맛볼 수 있었으며, 일부는 일부 지역에서만 구매가 가능한 것들이다.
'Tastes of the World' 전시관은 인터내셔널 라운지에 위치해 있었다. 기프트숍도 있었다. 조지아 주정부는 코카콜라가 2007년에 시설을 비운 이후 100,000 달러로 과거의 월드 오브 코카콜라를 인수하였으며 주 입법자들은 그 건물에 주 역사 박물관을 설치하는 것을 제안하였으나 구 월드 오브 코카콜라 건물을 새로 꾸미는 비용, 그리고 그렇게 꾸미기 위한 자금의 부족으로 인해 어떠한 조치도 취해지지 않았다.

### 위치 이전 및 새로운 시설: 2007년~현재

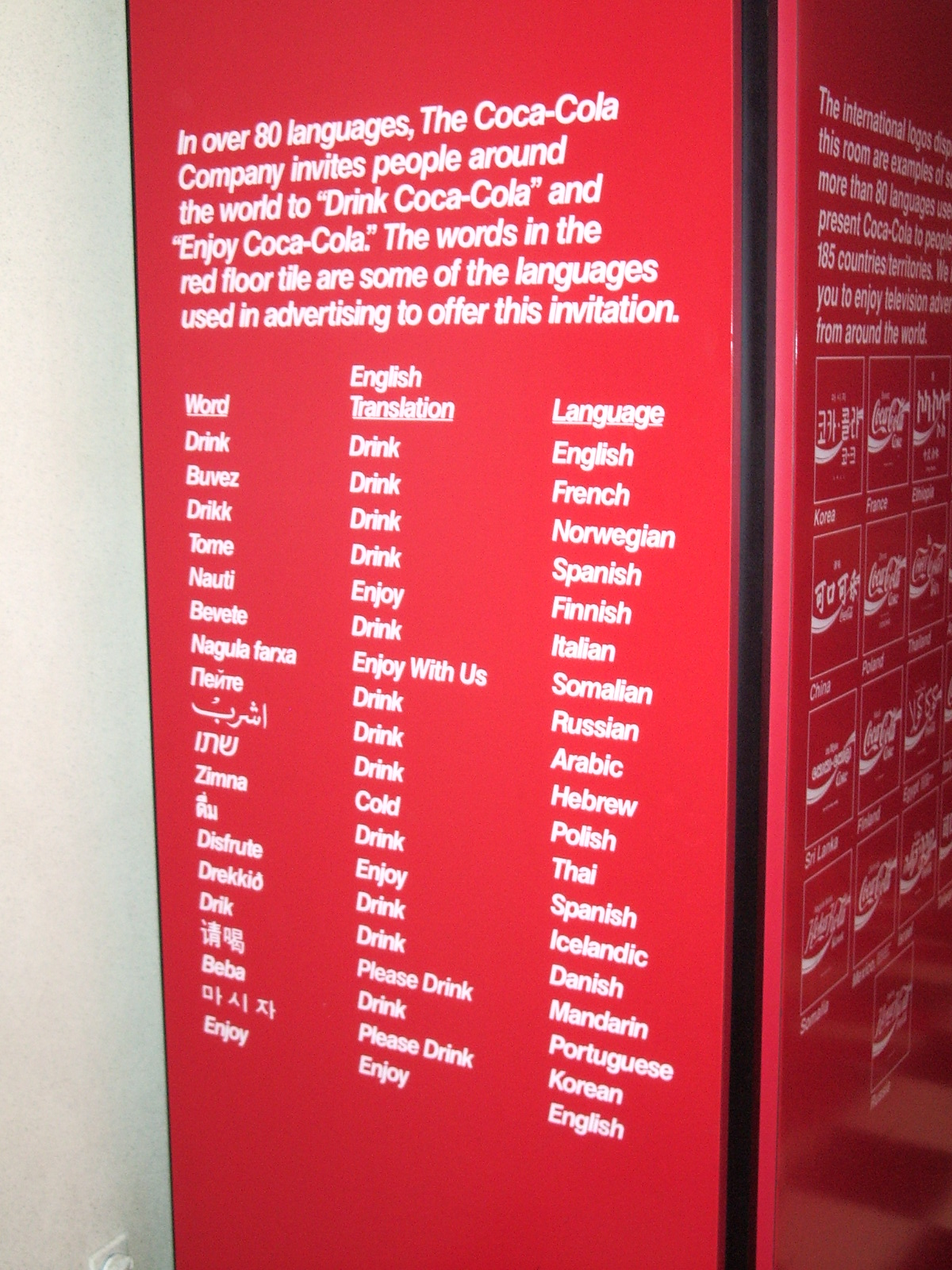
전 세계의 코카콜라

애틀랜타 박물관은 애틀랜타 주 121 베이커 스트리트에 다시 위치되었으며, 이는 존 펨버턴(John Pemberton)이 오리지널 코카콜라 제조법을 만든 곳에서 단지 몇 블록 떨어진 곳이다. 92,000 제곱 피트의 건물은 97,000,000 달러의 비용으로 건축되어 2007년 개관되었다. (코카콜라의 발명가 존 펨버턴의 이름을 딴) 펨버턴 플레이스의 조지아주 애틀랜타(회사의 본사가 위치한 곳)에 위치해 있다. 81,000 m2의 단지는 센테니얼 올림픽 파크의 베이커 스트리트에 걸쳐 위치해 있으며 조지아 수족관과 국립 민권·인권 센터의 고향이기도 하다. 2007년 5월 24일 개방되어 원래의 전시관을 대체한다. 이 박물관은 코카콜라의 비밀의 제조법에 관해 전시하는데 이는 용감무쌍한 과학자와 그의 조수(James Meehan, Jameelah Silva 배우 주연)는 그들 스스로 비밀을 찾아 나서는 4차원 영상이다. 또, 방문객들에게 전 세계 60가지의 다른 맛들을 맛볼 수 있게 한다. 8온스 병의 코카콜라를 생산한 완전한 기능을 하는 보틀링을 보여준다. 그러나 운영비로 말미암아 폐지되었고 2013년부터 이 플랜트는 시뮬레이션으로 동작하고 있다.

#### 애틀랜타가 아닌 로케이션
애틀랜타 외에도 다른 월드 오브 코카콜라 로케이션들이 있다. 클럽 쿨(Club Cool, 과거 명칭: 아이스 스테이션 쿨, Ice Station Cool)은 월트 디즈니 월드 리조트 에프콧 파크에 위치해 있다. 정면 테마는 스노모바일과 같은 소품들과 함께 극지 탐험을 닮아있다. 다른 코카콜라 전시물들과 달리 손님들이 전 세계 코카콜라 음료를 맛볼 수 있는 곳에 포함되었다. 2016년, 월드 오브 코카콜라는 디즈니 스프링(Disney Springs)에 개관되었고 애틀랜타 어트랙션처럼 모델링되었다. 전 세계 코카콜라 제품들을 맛볼 수 있다.

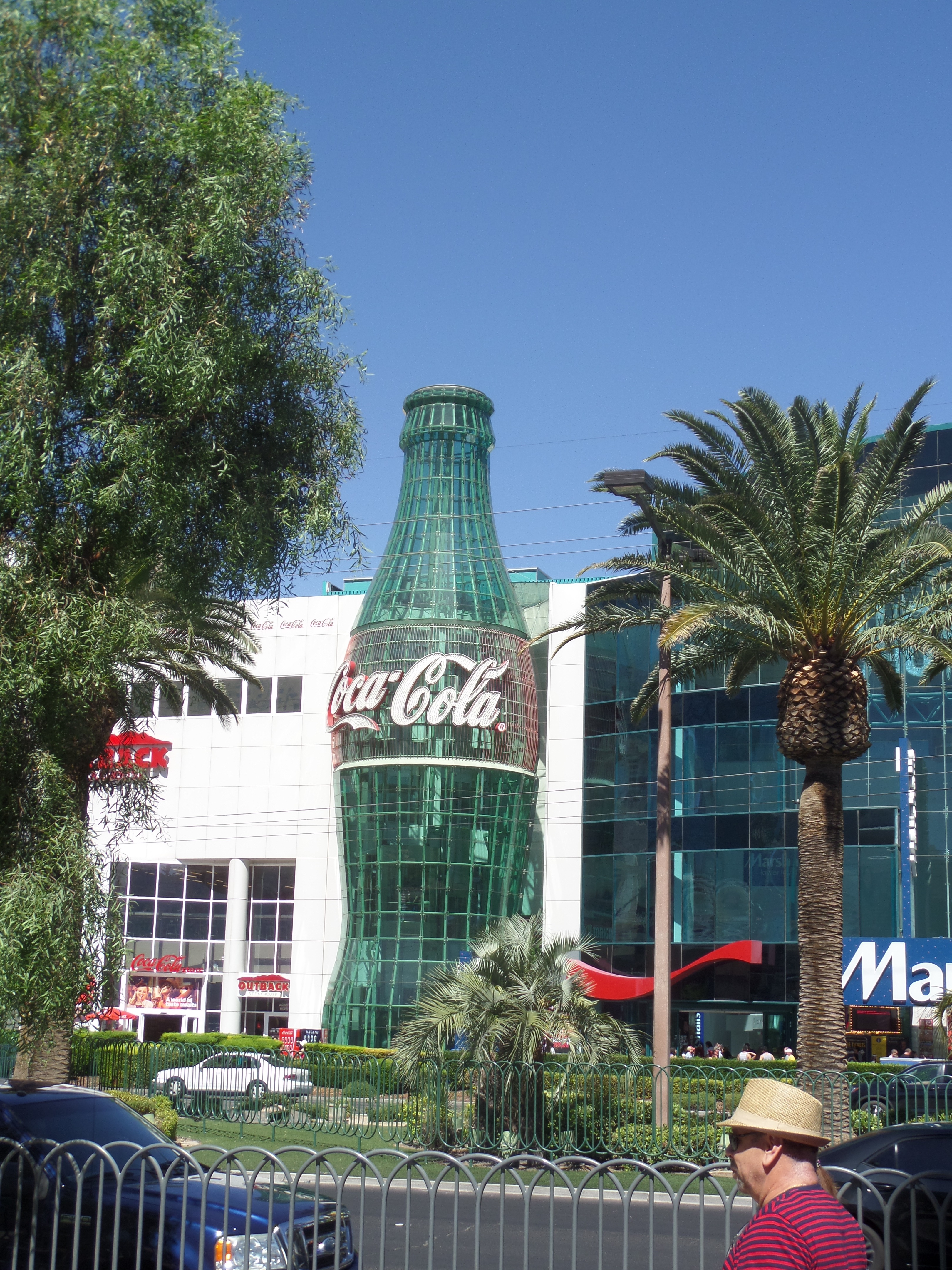
2017년 6월 네바다주 라스베이거스의 에브리띵 코카콜라 스토어(Everything Coca-Cola Store)

1997년에 설립된 월드 오브 코카콜라 라스베이거스(World of Coca-Cola Las Vegas)는 라스베이거스 스트립의 쇼케이스 몰에 위치하였다. 2000년에 폐관했으나 에브리띵 코카콜라 스토어는 지금도 개장된 상태이다. 월드 오브 코카콜라 도쿄(World of Coca-Cola Tokyo)는 오다이바의 Mediage 6층에 위치하였다. 2007년 1월 15일 폐관하였다. 또, 2007년 기준으로 중화민국 타오위안 시에 코카콜라 박물관이 있다.

## 갤러리
조지아 주의 구 애틀랜타 위치

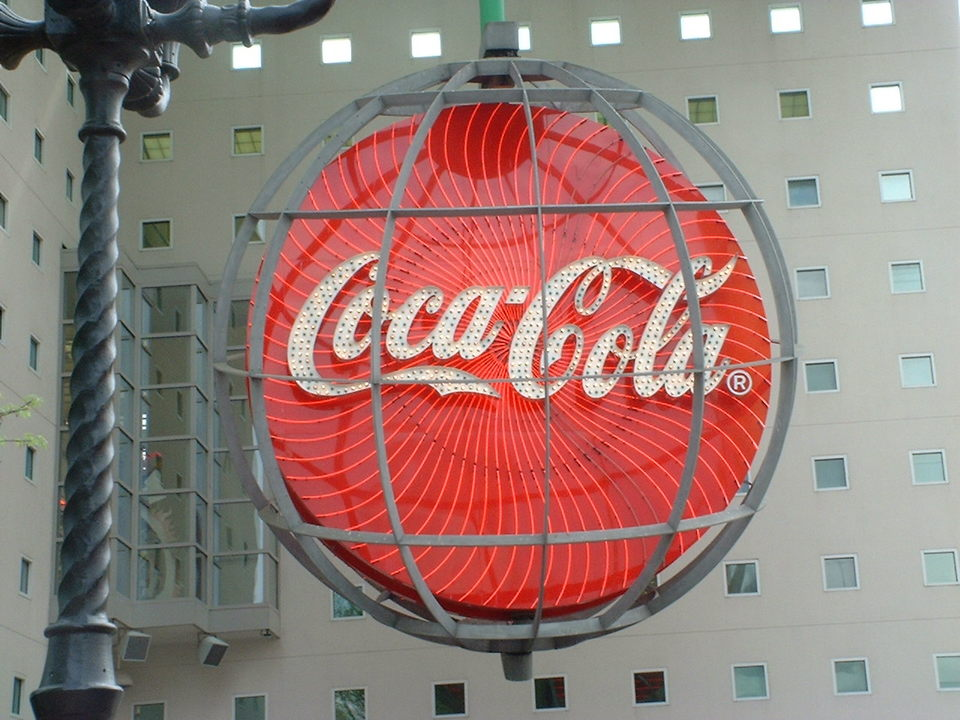
2005년 애틀랜타 박물관의 사인. 위치 이전 2년 전.
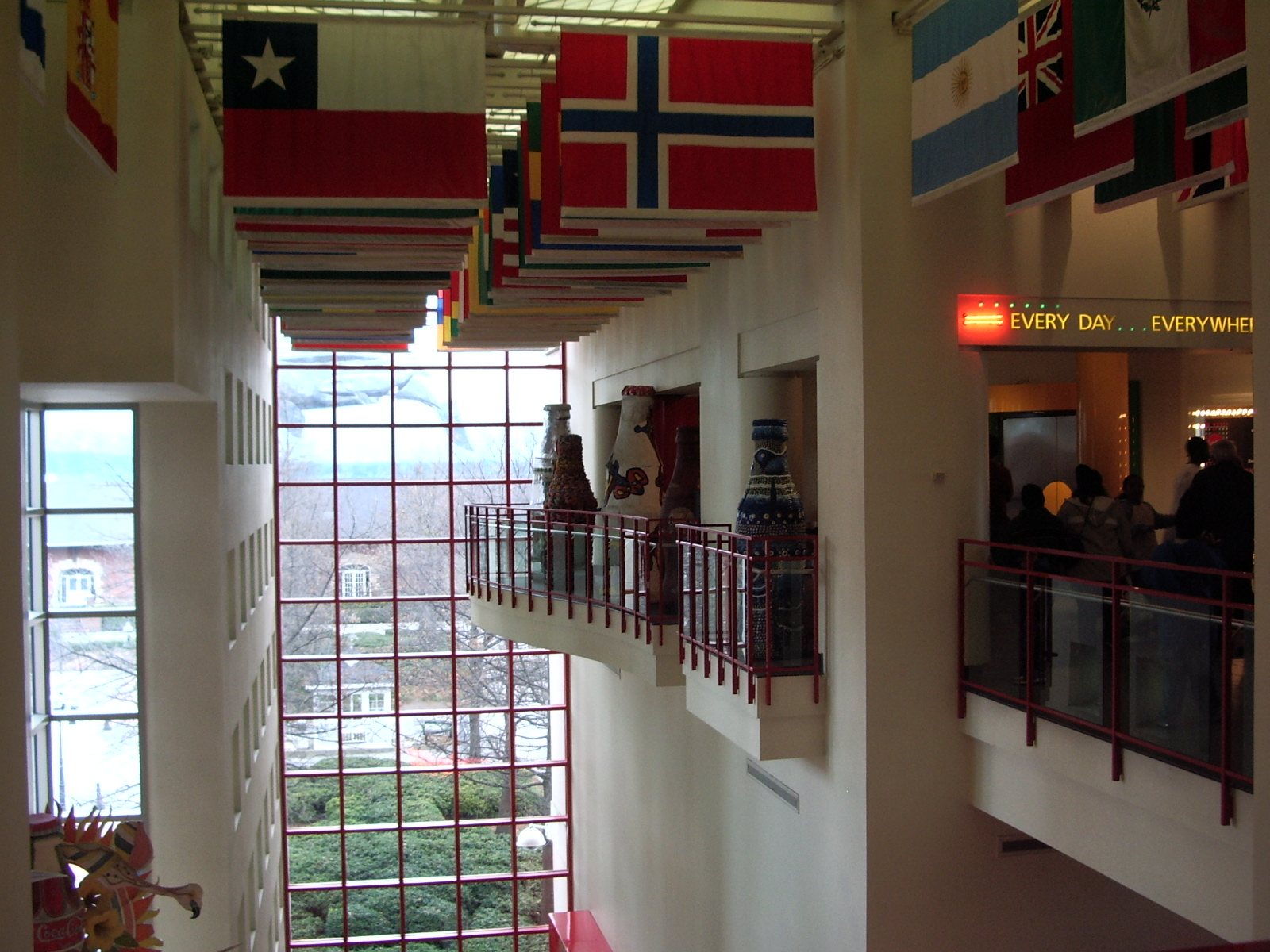
2005년 내부
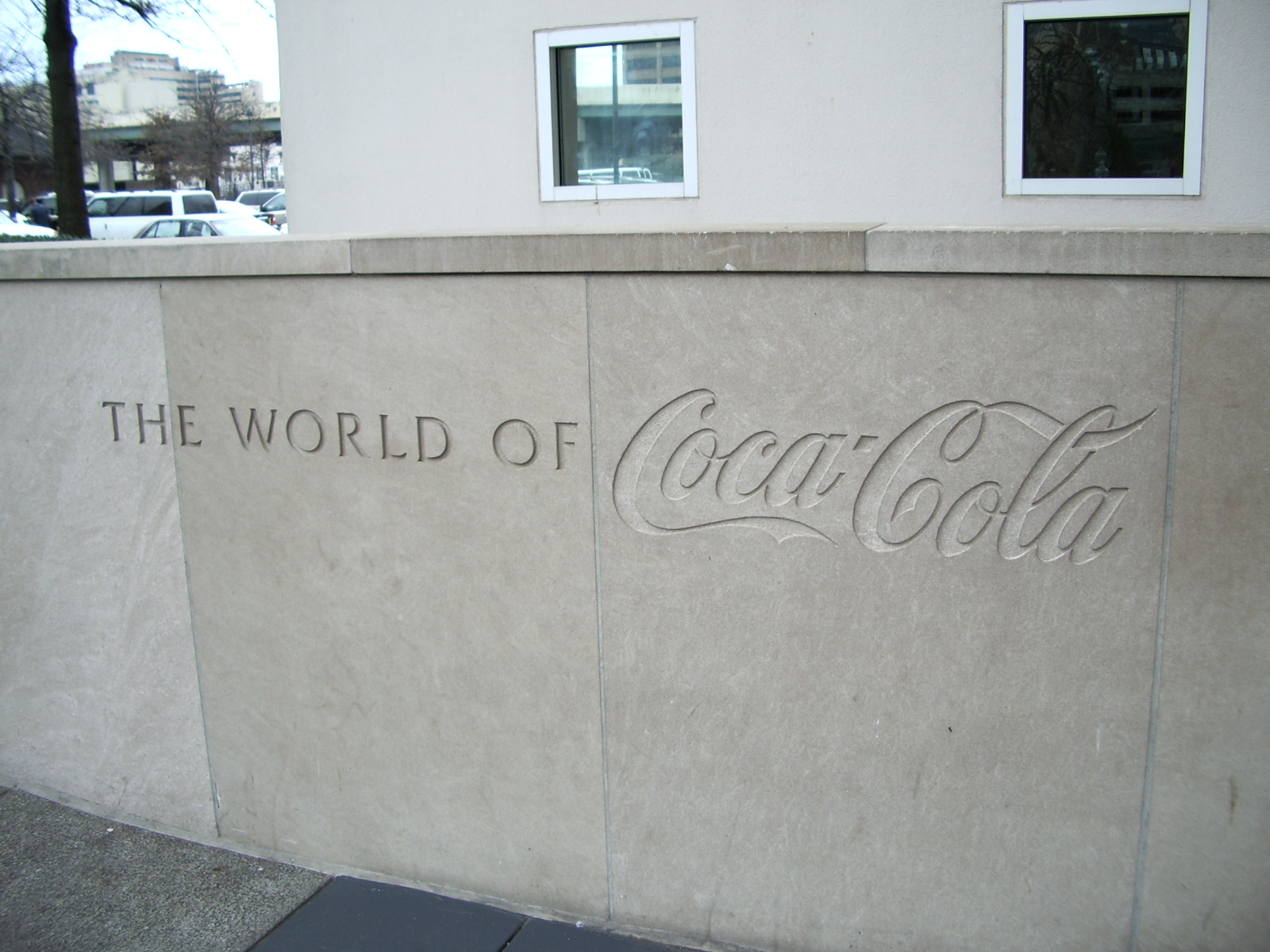
2005년 사인

조지아 주의 현 애틀랜타 위치

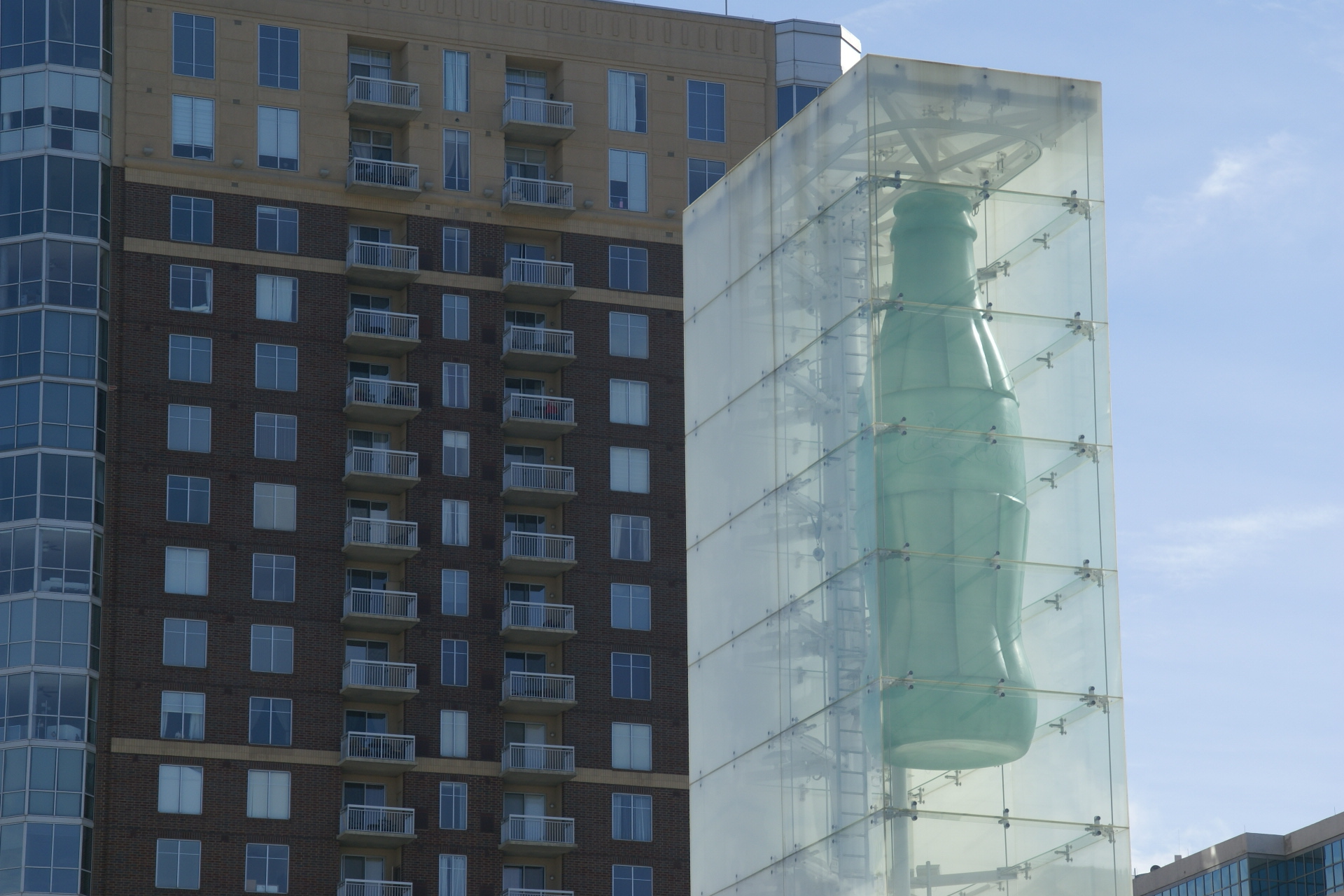
애틀랜타의 현재의 월드 오브 코카콜라
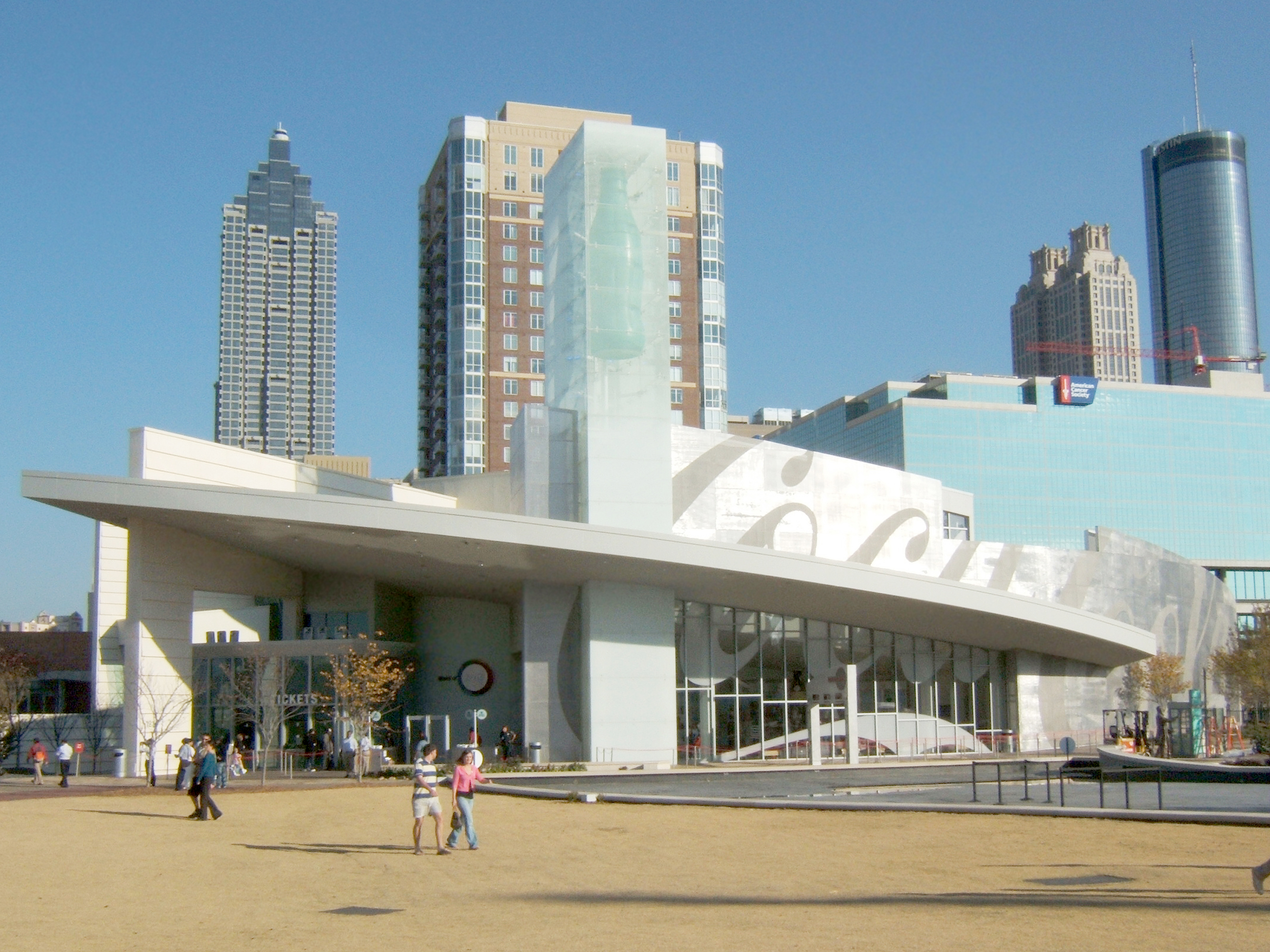
월드 오브 코카콜라 외부
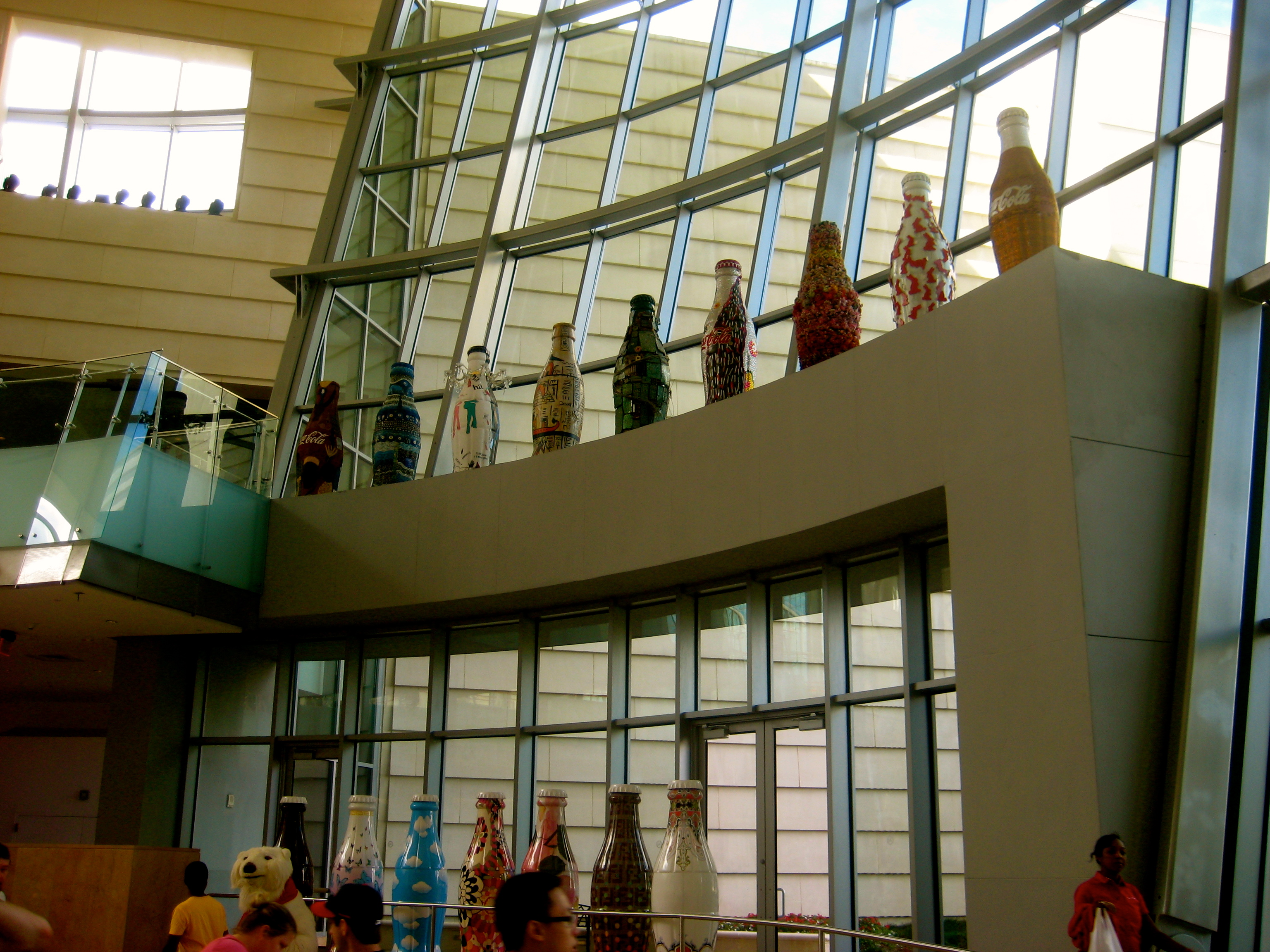
2012년 내부
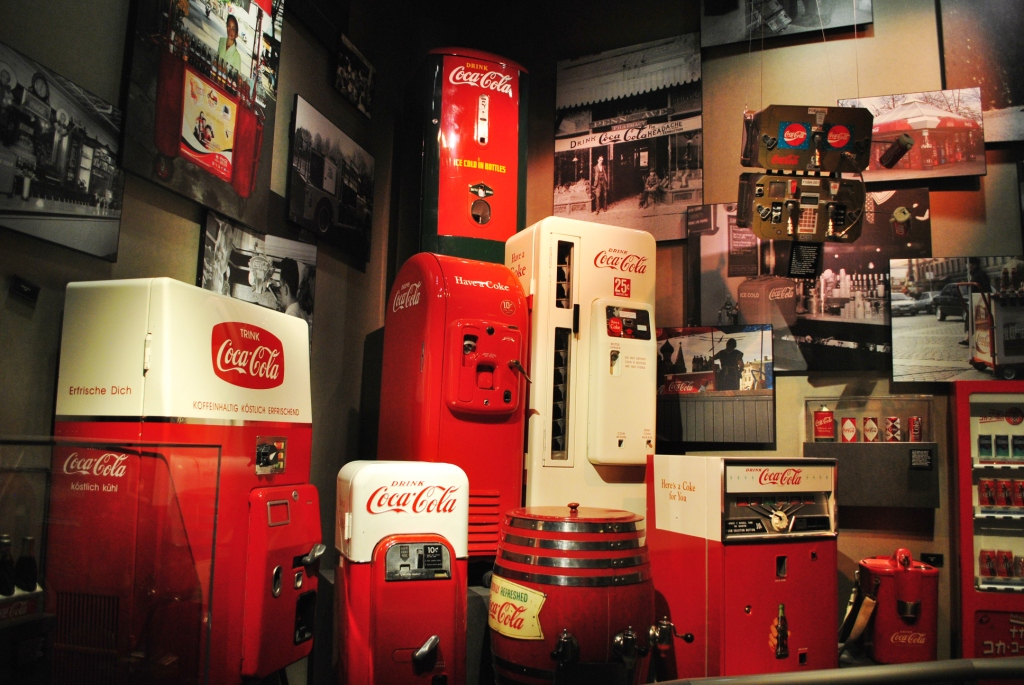
2013년 현재 박물관의 옛 기계들
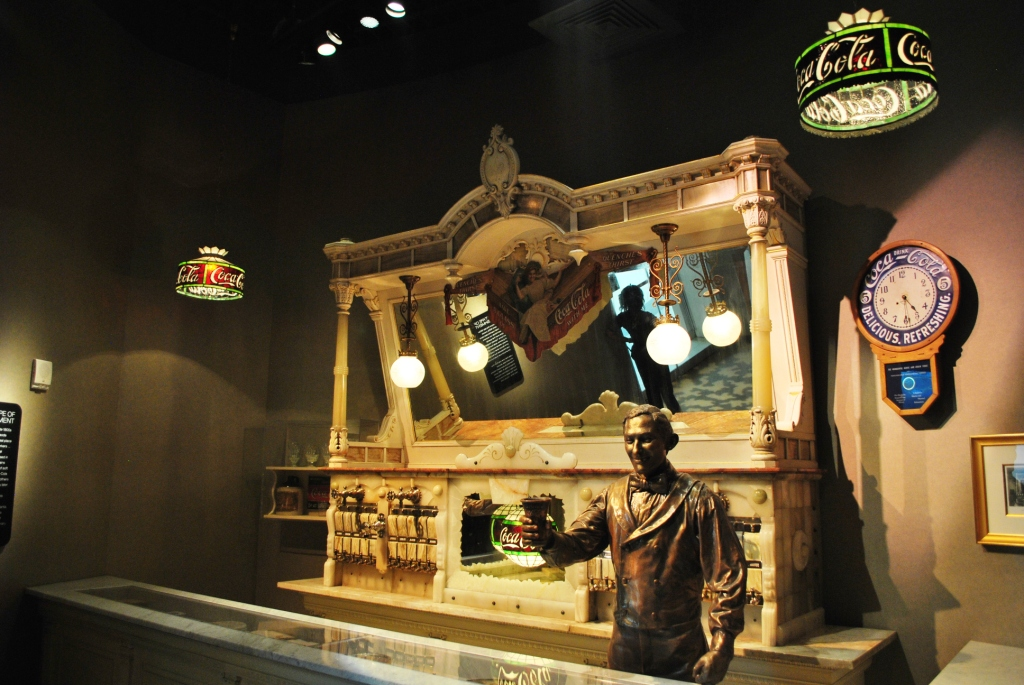
2013년 소다바 전시
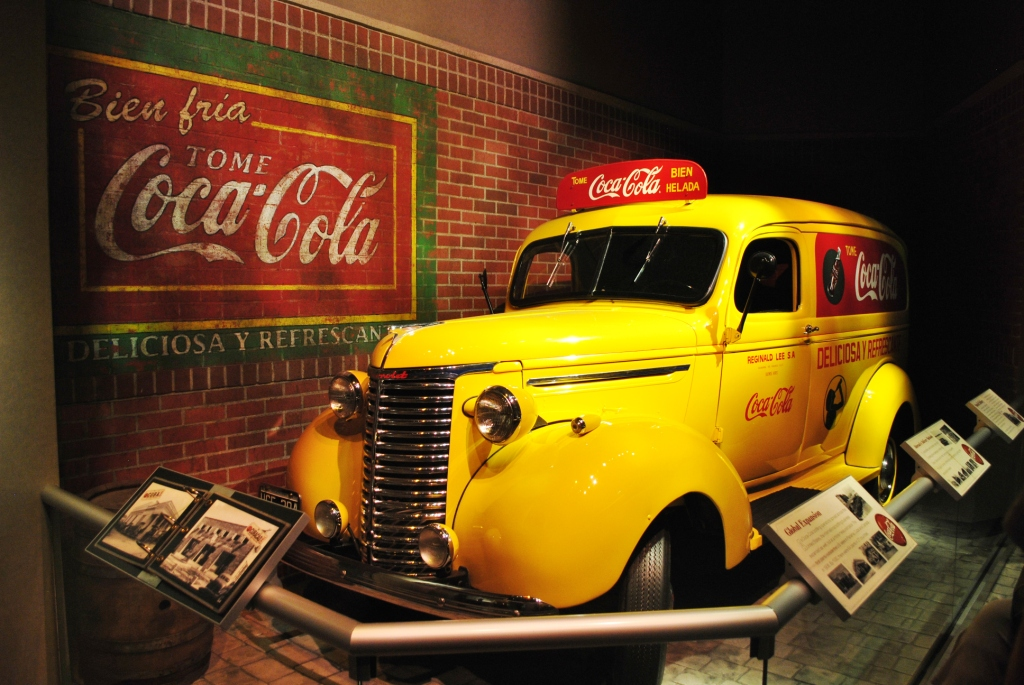
2013년 배달 차량 전시

## 같이 보기
- 코카콜라 박물관